# Honeychile Rider
Pour les articles homonymes, voir Rider et Ryder.
Honeychile « Honey » Rider est le personnage féminin du roman de James Bond : Docteur No.
C'est une sauvageonne qui vit nue et seule, dans une cabane rustique sur une île des Caraïbes. Elle vit de la vente de coquillages qu'elle pêche.
James Bond la rencontre sur l'île du docteur No, Crab Key, où il a abordé en compagnie de Quarrel. Menacée de mort par les hommes de main du savant fou, elle s'associe à l'espion britannique.
Dans le film James Bond 007 contre Dr No de 1962, première adaptation produite par EON Productions, elle est interprétée par Ursula Andress mais redoublée par Nikki Van der Zyl. Elle y est rebaptisée Honey Ryder. La scène mythique de la sortie de la mer avec un coquillage à la main est tournée sur une plage proche du domaine Goldeneye : celle-ci est renommée « James Bond Beach » plus tard.
Le personnage serait inspiré de Blanche Blackwell, amie de Ian Fleming, et surtout mère de Chris Blackwell qui se porte acquéreur du domaine Goldeneye à la mort du romancier anglais.